# Alytus
Alytus (česky zastarale Olita) je hlavním městem Alytuského kraje v jižní Litvě. Podle informací z roku 2014 žije ve městě 56 357 obyvatel. Alytus je historickým centrem regionu Dzūkija. Město leží na březích řeky Němen a je vzdáleno 70 km od Kaunasu a 105 km od Vilniusu.

## Sport
- DFK Dainava fotbalový klub;
- KK Dzūkija basketbalový klub;

## Partnerská města
| Město        | Znak                    | Stát      |
| ------------ | ----------------------- | --------- |
| Rochester    |                         | USA       |
| Berdyčiv     | Znak města Berdyčiv     | Ukrajina  |
| Botkyrka     | Znak města Botkyrka     | Švédsko   |
| Cēsis        | Znak města Cēsis        | Lotyšsko  |
| Choszczno    | Znak města Choszczno    | Polsko    |
| Lida         | Znak města Lida         | Bělorusko |
| Mandal       | Znak města Mandal       | Norsko    |
| Næstved      | Znak města Næstved      | Dánsko    |
| Opole        | Znak města Opole        | Polsko    |
| Ostrołęka    | Znak města Ostrołęka    | Polsko    |
| Petrozavodsk | Znak města Petrozavodsk | Rusko     |
| Rouen        | Znak města Rouen        | Francie   |
| San Martín   |                         | Argentina |
| Suwałki      | Znak města Suwałki      | Polsko    |
| Giżycko      | Znak města Giżycko      | Polsko    |